# Радушна
Раду́шна — проміжна залізнична станція Криворізької дирекції Придніпровської залізниці на електрифікованій лінії Кривий Ріг-Головний — Апостолове між станціями Незалежна (6 км) та Апостолове (24 км). Розташована в селищі Радушне Криворізького району Дніпропетровської області.

## Пасажирське сполучення
На станції Радушна зупиняються приміські електропоїзди Криворізького та Нікопольського напрямків.